# El amor coloca
«El amor coloca» es una canción de la cantante Mónica Naranjo producida por Cristóbal Sansano e incluida en el año 1994 en el primer álbum de estudio de la cantante que lleva su nombre. 
En 1994 fue lanzada en España como sencillo promocional y de la misma modalidad fue lanzado en agosto de 1994 en México, país donde rápidamente alcanzó el número uno de las listas de popularidad y se convirtió en uno de los temas más radiados y emblemáticos de la carrera de Mónica Naranjo en el país, convirtiéndose hasta el día de hoy en uno de los clásicos pop de la década de los noventa más recordados en México.

## Créditos
En la canción participaron como voz principal - Mónica Naranjo, el escritor fue José Manuel Navarro, el compositor fue Cristóbal Sansano y el productor fue Cristóbal Sansano.

## Versiones y remixes

### Estudio
- Álbum Versión — 4:01

### Directo
- Versión Mónica Naranjo Tour
- Versión Tour Grandiosas Internacional
- Versión Gira Renaissance: 25 aniversario

### Versiones
- El amor coloca- Verdad o Reto: el musical (2016)
- El amor coloca- María José (2017)

## Formatos
| Promo CD (SAMP 2102) 1. "El amor coloca" — 4:01 Promo CD (2-000132) 1. "El amor coloca" — 4:01 2. "Sola" — 4:08 | Promo CD (PRCD 96167) 1. "El amor coloca" — 4:01 Vinilo (PRCD 96167) - Cara A: 1. "El amor coloca" — 4:01 2. "Fuego de Pasión" — 3:49 |